# Laon
Laon (pronunție în franceză [lɑ̃]) este un oraș în Franța, prefectura departamentului Aisne, în regiunea Picardia.

## Monumente
- Catedrala Notre-Dame din Laon

## Personalități
- Frații Le Nain
- Pierre Méchain (1744-1804), astronom francez, s-a născut în localitatea Laon